# Spelobia semioculata
Spelobia semioculata är en tvåvingeart som först beskrevs av Richards 1965.  Spelobia semioculata ingår i släktet Spelobia och familjen hoppflugor. Inga underarter finns listade i Catalogue of Life.